# Arthur (Nebraska)
Arthur je selo u američkoj saveznoj državi Nebraska. Prema popisu stanovništva iz 2010. u njemu je živjelo 117 stanovnika.